# Товекс, Мирабель
Мирабе́ль Тове́кс (фр. Mirabelle Thovex; род. 24 августа 1991, Оре) — французская сноубордистка, участница трёх зимних Олимпийских игр, серебряный призёр этапа Кубка мира, бронзовый призёр чемпионата мира среди юниоров 2011 года, четырёхкратная чемпионка Франции.

## Биография
Мирабель Товекс родилась в 1991 году в небольшом французском городе Оре. С 3 лет начала заниматься горными лыжами на горнолыжном курорте Ла Клюза, а с 8 лет, по примеру своей сестры, перешла на сноуборд. С самого начала Мирабель стала выступать в дисциплине хафпайп, лишь изредка принимая участие в других сноубордических дисциплинах. С 2005 года Мирабель принимала участие в турнирах FIS, проходивших на территории Франции. На своём первом национальном чемпионате 13-летняя сноубордистка заняла 8-е место, а спустя год стала уже 3-й. 23 ноября 2006 года француженка дебютировала на этапе Кубка мира в швейцарском Зас-Фе, где не смогла пробиться в финал соревнований, заняв 17-е место. В 2007 году Товекс выступила на взрослом чемпионате мира, проходившем в швейцарском городе Ароза. По итогам соревнований француженка не пробилась во вторую квалификацию, заняв 18-е место. В апреле 2009 года Мирабель Товекс впервые стала чемпионкой Франции в хафпайпе. Всего же на счету Мирабель четыре победы на национальном чемпионате.
В феврале 2010 года Мирабель Товекс дебютировала на зимних Олимпийских играх. В квалификации соревнований француженка в лучшей попытке показала результат 24,0, однако этого оказалось недостаточно, чтобы продолжить борьбу за медали. Сезон 2010/2011 стал самым успешным в карьере молодой французской сноубордистки. Товекс стабильно выступала на этапах Кубка мира, постоянно попадая в десятку сильнейших, а в марте 2011 года стала серебряным призёром этапа в итальянской Бардонеккье, уступив лишь действующей чемпионке мира австралийке Холли Кроуфорд. В апреле 2011 года Мирабель стала бронзовым призёром молодёжного чемпионата мира, проходившего на новозеландском горнолыжном курорте «Кардрона». По итогам сезона Мирабель Товекс заняла высокое 4-е место в общем зачёте Кубка мира. На чемпионатах мира наивысшим результатов для Мирабель является 7-е место, которое она занимала на первенствах 2011 и 2013 годов.
На зимних Олимпийских играх 2014 года в Сочи Товекс не смогла напрямую пробиться в финал соревнований, став в своей подгруппе только 6-й. В полуфинале Мирабель смогла удачно выполнить первую попытку, результат которой позволил ей занять 5-е место, дающее право выступить в финале. В решающем раунде француженка не смогла показать высокий результат и, получив от судей в лучшей попытке лишь 67 баллов, осталась на 10-й позиции. В августе 2015 года Товекс была близка к своему второму в карьере подиуму на этапах Кубка мира, но в борьбе за третье место уступила своей соотечественнице Софи Родригес. На протяжении следующих двух лет француженка постоянно занимала места в районе первой десятки, однако выше 7-го места ей подняться не удавалось. В сентябре 2017 года Мирабель вновь стала четвёртой на новозеландском этапе.
На зимних Олимпийских играх 2018 года в южнокорейском Пхёнчхане Товекс с десятым результатом квалифицировалась в финал соревнований в хафпайпе. В первой попытке финального раунда Мирабель получила 59,50 балла и вышла на 7-е место. В третьей попытке Товекс смогла улучшить результат, набрав 63 балла, но соперницы по финалу получили более высокие оценки, в результате чего по итогам соревнований французская сноубордистка заняла 9-е место.

## Результаты

### Олимпийские игры
| Олимпийские игры | HP |
| ---------------- | -- |
| Ванкувер 2010    | 20 |
| Сочи 2014        | 10 |
| Пхёнчхан 2018    | 9  |

### Чемпионаты мира
| Чемпионат мира     | HP | SS  |
| ------------------ | -- | --- |
| Ароза 2007         | 18 |     |
| Канвондо 2009      | 24 |     |
| Ла-Молина 2011     | 7  | DNS |
| Стоунхем 2013      | 7  |     |
| Крайшберг 2015     | 8  |     |
| Сьерра-Невада 2017 | 9  |     |
| Парк-Сити 2019     | 9  |     |

## Личная жизнь
- Старший брат — Кандид Товекс является многократным победителем X Games.